# آن إليس هانسون
آن إليس هانسون (بالإنجليزية: Ann Ellis Hanson)‏ هي مؤرخة أمريكية، ولدت في 1935.